# Schwarzenau (Schwarzach am Main)
Schwarzenau ist ein Gemeindeteil des Marktes Schwarzach am Main im unterfränkischen Landkreis Kitzingen in Bayern. Schwarzenau war bis zum Zusammenschluss mit fünf weiteren Orten in den 1970er Jahren eine selbstständige Gemeinde. Bereits seit der Altsteinzeit ist das Areal um das Dorf durchgehend besiedelt, wie geplante Ausgrabungen in den 1960er Jahren belegten. Später stieg Schwarzenau, insbesondere durch seine Furt über den Main, zu einem sehr reichen Dorf auf.
Mittelpunkt der Siedlung war jahrhundertelang der Gutshof, der von mehreren Adelsgeschlechtern beansprucht wurde. Heute ist in den Baulichkeiten eine Lehr- und Versuchsanstalt für Schweinehaltung untergebracht, die von der Bayerischen Landesanstalt für Landwirtschaft betrieben wird. Die Furt erhielt später eine Fährstelle und wurde im 19. Jahrhundert mit einer Mainbrücke überspannt, die heute südlich des Ortes zu finden ist.

## Geografische Lage

### Geografie und naturräumliche Lage
Schwarzenau liegt im äußersten Westen des Schwarzacher Gemeindegebietes, als einziger Gemeindeteil auf der linken Mainseite. Der Fluss fließt von Nordwesten kommend in einem langgestreckten Bogen im Osten am Ort vorbei und wendet sich dann nach Südwesten. Nördlich, getrennt durch den Main, liegt Sommerach auf der Weininsel. Das gegenüberliegende Mainufer wird von den drei Schwarzacher Ortsteilen (von Norden nach Süden) Gerlachshausen, Münsterschwarzach und Stadtschwarzach dominiert, die inzwischen miteinander zusammengewachsen sind. Hörblach liegt in einiger Entfernung im Südosten. Auf der Westseite grenzt die Schwarzenauer Gemarkung an das Gebiet von Dettelbach, das Areal der Kernstadt liegt dem Ort am nächsten. Lediglich ganz im Nordwesten erhebt sich Dettelbach-Neuses am Berg.
Nächstgelegene, größere Städte sind Volkach, mit einer Distanz von etwa 7 Kilometern und Kitzingen, das ungefähr 8 Kilometer entfernt ist. Die nächste Großstadt ist das etwa 20 Kilometer entfernte Würzburg.
Naturräumlich befindet sich Schwarzenau am westlichen Rand der sogenannten Schwarzacher Talweitung (auch Schwarzacher Becken). Der Abschnitt des Mittleren Maintals zeichnet sich durch seine direkt an den Main anschließenden flachen Abschnitte aus. Die Talweitung ist auch wegen ihrer fruchtbaren Böden dicht besiedelt. Daneben ragt im äußersten Norden der Gemarkung der ebenfalls dem Maintal zugeordnete Naturraum Volkacher Mainschleife herein. Ganz im Westen der Gemarkung beginnt außerdem die Gäufläche im nördlichen Maindreieck, die von großen Ackerbauflächen dominiert wird.
Der Gemeindeteil liegt in der Maingauklimazone, die zu den trockensten und wärmsten Klimazonen in Deutschland zählt. Das erklärt auch den Weinbau, der jahrhundertelang eine wichtige, wirtschaftliche Rolle für Schwarzenau spielte. Anders als auf der östlichen Mainseite mit ihren Keuperböden überwiegen im Westen des Schwarzacher Beckens Gesteine des Muschelkalks. Die Gäufläche ganz im Westen besitzt Lehm- und Lösslehmböden.
Hydrologisch wird Schwarzenau vom Main dominiert, der im Osten die Gemarkung durchquert. Mit dem Mainkanal zwischen Volkach und Gerlachshausen grenzt eine bedeutende Schifffahrtsstrecke unmittelbar nördlich an die Gemarkung von Schwarzenau. Anders als in den anderen Schwarzacher Ortsteilen existieren um Schwarzenau keine kleineren Flüsse, die dem Main zustreben. Stattdessen ist unmittelbar östlich der bebauten Fläche der sogenannte „wachsende See“ zu finden, der bereits in historischen Quellen genannt wird. Im 20. Jahrhundert entstanden im äußersten Norden der Flächeneinheit Schwarzenau mehrere Baggerseen mit Mainzugang. Größter See ist der Schwarzenausee.

### Dorfgliederung
Die Schwarzenauer Gemarkung nimmt eine Fläche von 3,5 km² ein. Im Südosten in Mainnähe ist die bebaute Fläche zu finden. Schwarzenau entstand als mainparalleles Straßendorf entlang der heutigen Straßen Mainstraße und Stadtschwarzacher Straße. Den Mittelpunkt bildete das Areal um Herrschaftshof und Kirche. In der Mitte des 20. Jahrhunderts entstand westlich des Altortes ein großer Gutshof, der heute von der Lehr- und Versuchsanstalt für Schweinehaltung eingenommen wird. Im Osten des Altortes siedelte sich auf den Mainauen ein Campingplatz an. Daneben errichtete man Neubaugebiete, insbesondere im Norden, und vervielfachte die bebaute Fläche.
In die Gemarkung ausgelagert wurden die Sportplätze des örtlichen Vereins, die ganz im Westen zu finden sind. Hier entstand auch im 19. Jahrhundert ein inzwischen stillgelegter Steinbruch. Der Süden wird von einer kleinen Waldfläche, dem sogenannten Paradies eingenommen. Hier wurde mit dem sogenannten Waldhof auch ein Aussiedlerhof errichtet. Zwischen dem Altort und dem Aussiedlerhof entstand das Imkereizentrum Unterfranken.
Schwarzenau besitzt, insbesondere entlang des Maines und im Norden der Gemarkung, große Flächen, die von den Naturschutzbehörden unter Schutz gestellt wurden. So zieht sich das Fauna-Flora-Habitat (FFH) Mainaue zwischen Grafenrheinfeld und Kitzingen entlang des Flusses. Daneben hat der Ort Anteil am Landschaftsschutzgebiet Volkacher Mainschleife. Das Vogelschutzgebiet Maintal zwischen Schweinfurt und Dettelbach berührt ebenfalls die Gemarkung. Unter besonderem Schutz steht der als Naturdenkmal eingetragene Leitenberg zwischen Neuses am Berg und Schwarzenau mit seiner großen Artenvielfalt. Daneben bildet die Flurlage Wehrwiesen ein 13 Hektar großes Gebiet, das ganzjährig aus der menschlichen Nutzung entnommen wurde. Es ist Rückzugsort für verschiedene, geschützte Vogelarten.

## Geschichte

### Vor- und Frühgeschichte
Schwarzenau besitzt eine sehr lange Siedlungsgeschichte. Anders als bei den anderen Schwarzacher Ortsteilen kann eine Siedlungskontinuität seit der Steinzeit durch Lesefunde und Ausgrabungen in den 1960er Jahren nachgezeichnet werden. Allerdings ist die Altsteinzeit lediglich mit den Funden eines Wildpferd- und eines Mammutbackenzahnes vertreten, weswegen die Anwesenheit von Menschen zu diesem Zeitpunkt im Schwarzacher Becken lediglich in der angrenzenden Hörblacher Gemarkung gesichert werden kann.
Aus der Mittelsteinzeit wurden Funde ganz im Norden der Gemarkung gemacht. Hier identifizierte man durch die Verfärbung der Oberflächen eine Siedlung mit 20 bis 30 Hütten. Ebenfalls grub man in diesem Areal einen bandkeramischen Kumpf aus. Die Siedlung der Bandkeramiker wurde später auch von den Menschen der Rössener Kultur weiter genutzt, was der Fund eines kleinen Mahlsteins beweist. Damit wurde die Gegend um Schwarzenau bereits vor 4600 Jahren von Menschen dauerhaft bewohnt.
Die Bronzezeit ist mit wesentlich weniger Fundstücken vertreten. Am Roßweg, wesentlich näher an der heute bebauten Fläche, wurde eine Bronzefibel der Hallstattzeit gefunden. Ebenso fand man Bruchstücke eines Webegewichts und die Nadelrast eines vorzeitlichen Webstuhls. Die Siedlung veränderte ihren Standort wohl, weil der Main im Laufe der Zeit sein Bett verändert hatte. In der Nähe des Geißberges, heute bereits in der Gemarkung von Dettelbach, lag das der Siedlung zugeordnete Gräberfeld. Neun Hügel konnten identifiziert werden.
Besonders bedeutsam sind die Funde aus der Latènezeit, die ab 1963 direkt im Ort gemacht wurden. So konnte eine 10 m lange Hütte verortet werden, die bereits auf die im Main gelegene Furt ausgerichtet war. Bei Bauarbeiten stieß man außerdem auf einen Eisenring und ein Messer. Ein ausgegrabenes Glasarmreif-Fragment ist in der Region am Maindreieck besonders selten. Während der Völkerwanderung saßen in Schwarzenau zunächst keltische Stammesverbände.
Die Franken begannen ab dem 6. Jahrhundert in das Becken vorzustoßen. Sie brachten das Christentum an den Main mit und etablierten erste Verwaltungsgrenzen, die sogenannten Gaue. Das spätere Schwarzenau lag südlich des Schwarzachbachs und war damit Teil des Iffgaus. Allerdings tauchte der Ort nicht in den Quellen auf, als im 8. Jahrhundert das Kloster Münsterschwarzach gegründet wurde und fand auch in einer Urkunde von 918 keine Erwähnung, in der die meisten Orte der Talweitung erstmals genannt wurden.
Deshalb ist man in der Zeit des Frühmittelalters auf Projektionen angewiesen. So gehörten zur Ausstattung des Münsterschwarzacher Frauenklosters auch Besitzungen rechts des Mains, wo die Grafen zu Castell begütert waren. Der Ort Schwarzenau hatte bereits vor seiner Ersterwähnung eine große, wirtschaftliche Bedeutung, lag er doch an einer Mainfurt. Hier lief der Verkehr zwischen dem fränkischen Königshof in Dettelbach und dem Steigerwald. 849 soll außerdem ein Münsterschwarzacher Zehnthof im Dorf gelegen gewesen sein.

### Mittelalter
Erstmals urkundlich erwähnt wurde Schwarzenau allerdings erst im Jahr 1074. Bischof Adalbero schenkte damals dem Abt Egbert von Kloster Münsterschwarzach einen Weinberg in „Swartzenauwe“. Noch immer hielten allerdings die Grafen zu Castell den größten Anteil des Dorfes in ihrem Besitz. Dies änderte sich erst 1135, als Heinrich von Gerlachshausen, der den Castellern zugerechnet wird, seine Rechte an das Kloster verschenkte. Schwarzenau war kirchlich zu diesem Zeitpunkt der Pfarrkirche in Gerlachshausen zugeordnet.
In den folgenden Jahrhunderten blieb ein Großteil des Ortes dem nahen Benediktinerkloster unterstellt. 1165 suchte eine Pestwelle die Bevölkerung Schwarzenaus heim. Im Jahr 1326 bestätigte der Würzburger Bischof Wolfram von Grumbach den großen und kleinen Zehnt in Schwarzenau für das Kloster Münsterschwarzach. Zugleich entfremdete sich der frühmittelalterliche, abteiliche Zehnthof immer mehr von dem Kloster und gelangte schließlich in die Hände der Grafen von Henneberg, die bis ins 19. Jahrhundert die Grundherrschaft über Schwarzenau ausüben sollten.
Erstmals mit den Hennebergern in Verbindung gebracht wurde Schwarzenau bereits im ältesten Lehensbuch des Adelsgeschlecht, das von Berthold VII. († 1340) angelegt worden war. Die weit entfernt residierenden Grafen vergaben Schwarzenau als Lehen an niederadelige Geschlechter. Erstmals erwähnt wurde „Johans von Tetelbach“ als Lehensinhaber. Die Ritter von Dettelbach aus dem Nachbarort blieben auch im Jahr 1383 im Besitz des Lehens, als Otto und Kunz von Dettelbach den Besitz empfingen.
In der Folgezeit wechselten die Lehensinhaber recht häufig. So versuchte die Witwe des jüngeren Johann von Dettelbach, Elisabeth, das Lehen an ihren Bruder Eberhard von Seinsheim zu übertragen. Am Ausgang des 14. Jahrhunderts gelangte der hennebergische Anteil dann an Katharina, der Witwe von Johann von Lichtenstein. 1436 hatte dann Ritter Friedrich von Wolfskeel das Lehen inne. Schließlich wurde das Dorf an Albrecht Schrimpf verkauft, wobei auch der reiche Adelige Erkinger von Seinsheim Interesse an dem Lehen zeigte.
Die verschiedenen Adelsgeschlechter hatten auch eine Wasserburg am Ortsrand, die zeitweise als Sitz diente. Dieses sogenannte Alte Schloss lag in der heutigen Mainstraße und wurde bereits am Ende des 15. Jahrhunderts erstmals urkundlich erwähnt. Im 18. Jahrhundert verlegte man das Schloss in die Nähe der Kirche und errichtete das Neue Schloss. Neben dem Kloster Münsterschwarzach und den Inhabern des hennebergischen Lehens waren im Spätmittelalter auch andere Geschlechter wie die Seckendorff in Schwarzenau begütert.

### Frühe Neuzeit
Am Übergang zum 16. Jahrhundert war Schwarzenau als Lehen der Grafen von Henneberg immer noch in der Hand der Familie Schrimpf. 1516 belehnte man die Brüder Kunz und Jörg Schrimpf mit dem Dorf, 1530 gelangte Kunz in den alleinigen Besitz. In der Lehensurkunde wurde Schwarzenau beschrieben. Große Teile des Dorfes waren zentfrei und damit nicht der gerichtlichen Oberhoheit des Würzburger Fürstbischofs unterstellt. Daneben bestand eine wirtschaftsstarke Schäferei im Dorf, wobei die Fähre ebenfalls für regelmäßige Einkünfte sorgte.

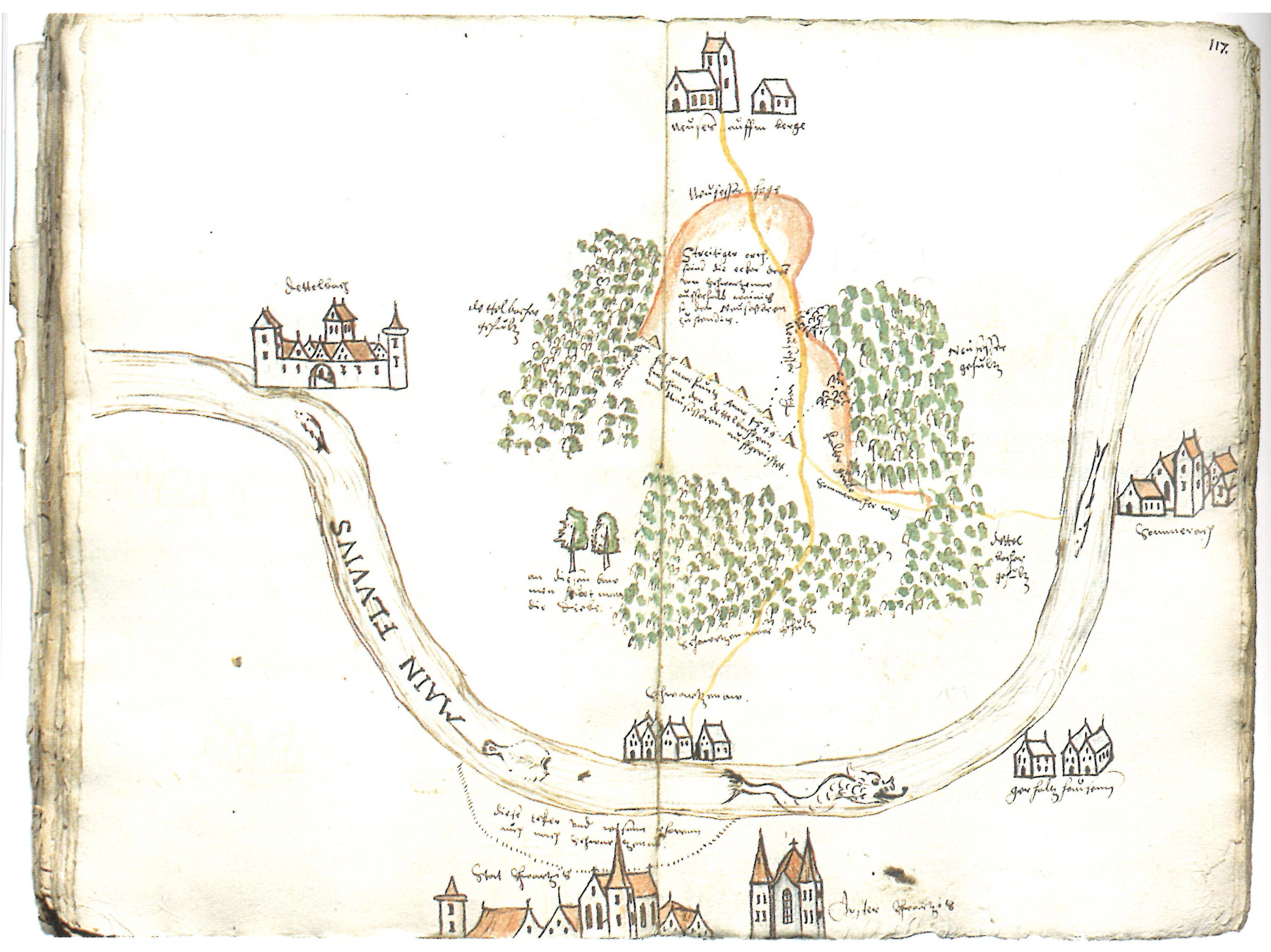
Die Schwarzenauer Gemarkung um 1581

Deshalb versuchten auch die Fürstbischöfe in der Folgezeit zu Einfluss in Schwarzenau zu gelangen. Ab 1542 durften sie kostenlos mit der Fähre übersetzen, 1544 erwarben sie vom Kloster Münsterschwarzach die Zehnt als Naturalsteuer. Das reiche Schwarzenau führte ab 1558 zu Streitigkeiten zwischen mehreren Adelsgeschlechtern, weil in diesem Jahr die Familie Schrimpf im Mannesstamm ausstarb. Die Ehemänner der Schwestern des letzten Schrimpf machten schnell ihre Ansprüche auf das hennebergische Lehen geltend.
Die ganze zweite Hälfte des 16. Jahrhunderts hindurch kam es zu Streit um das Lehen. Zunächst empfing Christoph von Ebersberg im Namen seiner Frau Schwarzenau, 1562 verkaufte Gabriel von Heßberg das Lehen. In einer Urkunde der gleichen Zeit wurde Schwarzenau als Zubehör der Burg in Öttershausen bezeichnet und den Rau von Holzhausen in Aussicht gestellt, künftige Herren über das Dorf zu werden. 1585 klagten die Herren Wolf Christoph Marschalk von Ostheim, Moritz von Zedtwitz und Otto Heinrich von Ebersberg vor dem Reichskammergericht gegen Würzburg.
Erst 1588 wurden die Zwistigkeiten beigelegt. Kurfürst Christian von Sachsen und Herzog Friedrich Wilhelm von Sachsen-Weimar, die nun für die Lehenserteilung des hennebergischen Besitzes zuständig waren, erteilten Valentin Echter von Mespelbrunn als Ehemann der Ottilie Rau von Holzhausen das Lehen Schwarzenau. Valentin Echter, der Bruder des Fürstbischofs Julius, erbaute in seinem Lehen das Neue Schloss, ließ 1592 die Kirche errichten und erhob Schwarzenau 1609 zu einer eigenständigen Pfarrei.
Während Schwarzenau wohl von den kriegerischen Auseinandersetzungen im Deutschen Bauernkrieg weitgehend verschont geblieben war, traf das Dorf 1631 der schwedische Einfall im Dreißigjährigen Krieg umso härter. Zeitweise mussten die Franziskaner von Dettelbach die Seelsorge in dem Ort übernehmen, weil kein Weltpriester als Pfarrer gefunden werden konnte. 1689 löste sich die Pfarrei Schwarzenau wieder auf und der Ort wurde Filiale von Stadtschwarzach.
In der zweiten Hälfte des 17. Jahrhunderts wurde allerdings die Lehensfrage wieder virulent. Franz Echter von Mespelbrunn starb bald nach dem Erhalt des Lehens, womit und auch die Familie Echter erlosch. Drei Adelsgeschlechter prägten in der Folgezeit das Ringen um das Lehen. Die Ingelheim, die Dernbach und die Erthal, die alle Ansprüche aufgrund verwandtschaftlicher Beziehungen zu den Echter geltend machen konnten. Zunächst ergriffen die Ingelheim Besitz vom Ort. Allerdings wehrte sich 1666 die Gemeinde selbst und bat um Schutz vor den neuen Herren.
Ab 1672 teilten sich Ingelheim und Dernbach nach einem Kompromiss Schwarzenau. Zwei Jahre später intervenierte allerdings die Familie von Erthal. 1681 belehnte man den Grafen von Dernbach und die Brüder von Erthal mit Schwarzenau. Schwarzenau wurde in der Folgezeit als „die Perle unter den Elfershäuser Familiengütern“ bezeichnet. Erst 1729 wurde eine tragfähige Lösung gefunden. Die Familie von Ingelheim erkannte den Besitz der Herren von Erthal an.

### Neuzeit: In Bayern
Der Erbfall trat zu Beginn des 19. Jahrhunderts ein und der letzte Herr von Erthal, Lothar Franz, verkaufte am 30. Juli 1802 Schwarzenau an die Grafen von Ingelheim. 1807 belehnte man Friedrich Karl Graf von Ingelheim auch offiziell mit dem Dorf. Bereits 1803 war Schwarzenau allerdings durch den Reichsdeputationshauptschluss an Kurpfalz-Bayern gefallen. Nach einer Zwischenzeit im Großherzogtum Würzburg gelangte der Ort 1814 endgültig an Bayern. Die adeligen Herren konnten allerdings noch einige Zeit althergebrachte Rechte auf sich vereinen.
1820 wurde ein Patrimonialgericht eingerichtet, das den Herren von Ingelheim in Schwarzenau erlaubte, die niedere Gerichtsbarkeit auszuüben. Nachdem bereits 1827 erstmals die Rechte angefochten wurden, dauerte es bis 1831, bis die Familie Ingelheim ihre Ansprüche auf Patrimonialgerichtsbarkeit endgültig aufgab. 1848 wurden sämtliche Lehen abgelöst und Schwarzenau war fortan eine reine Ruralgemeinde im Königreich Bayern.

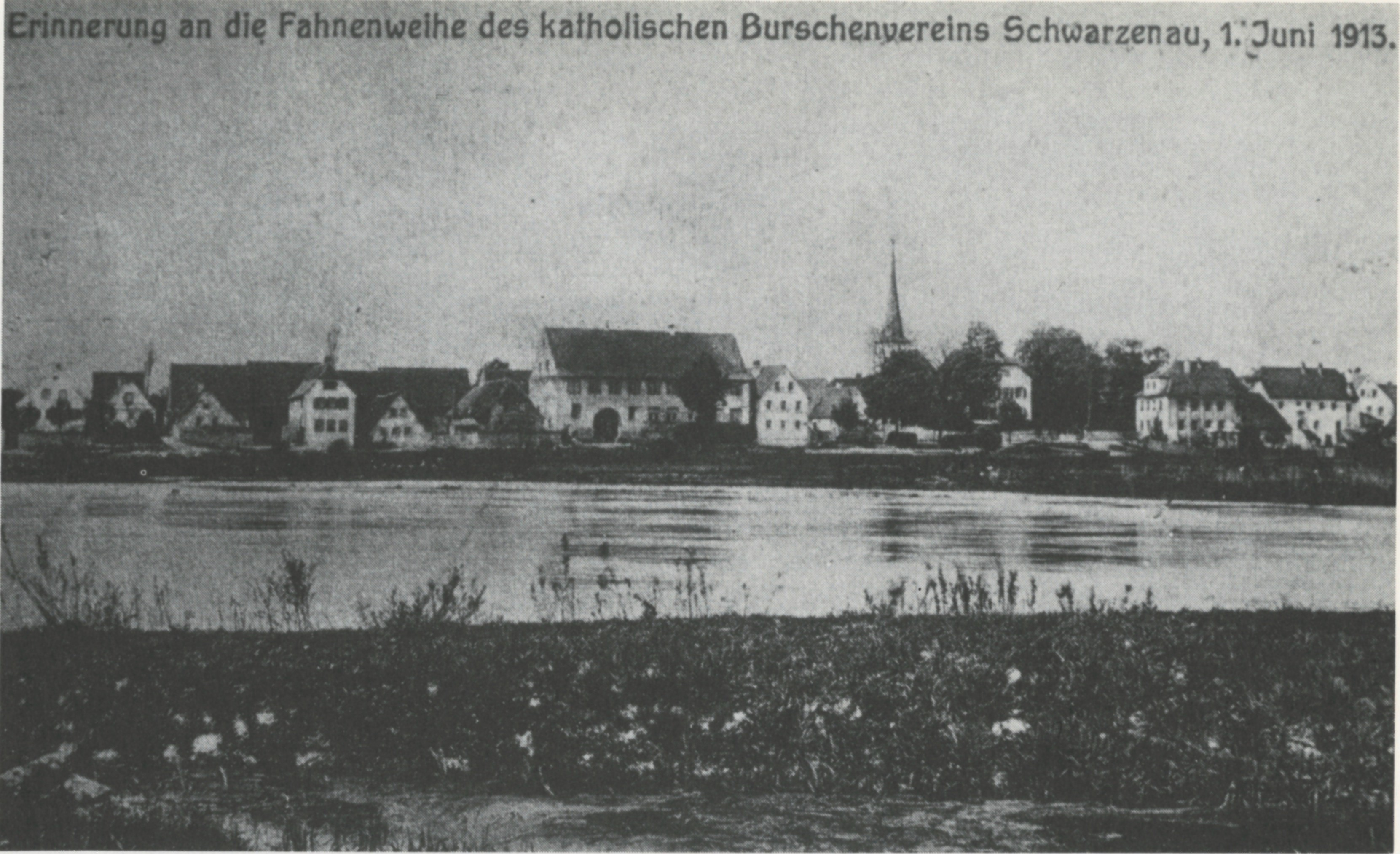
Schwarzenau vom Main aus, 1913

Der schrittweise Übergang an Bayern war allerdings nicht das einzige, was die Schwarzenauer bewegte. Durch die Mainfähre stieg das Dorf während der Napoleonischen Kriege zu einem zentralen Durchmarschplatz der verschiedenen Armeen auf. 1796 überquerte Erzherzog Karl vor der Schlacht um Würzburg den Main und 1806 brachte man sogar Napoleon selbst über den Fluss. Am 14. Mai 1812 setzte Napoleon vor dem Russlandfeldzug neuerlich bei Schwarzenau über.
Im Jahr 1877 gründete sich in Schwarzenau die Freiwillige Feuerwehr. 1889 begann man mit dem Bau der Mainbrücke die jahrhundertealte Fähre zu ersetzen. Vor allem die Stadt Dettelbach bemühte sich um den Bau einer festen Mainüberquerung, um den Warenverkehr zu steigern. Kurz Zeit nach der Fertigstellung der Brücke, gründete sich 1897 eine Raiffeisenbank in Schwarzenau und Stadtschwarzach. 1907 erhielt der Ort eine Posthilfsstelle, 1920 eine Polizeistation. Bereits 1927 wurde die Polizei allerdings in das größere Stadtschwarzach verlegt.
Die Schwarzenauer hatten mit insgesamt 46 Toten in beiden Weltkriegen einen hohen Preis für die deutschen Expansionsbestrebungen zu zahlen. Am 5. April 1945 sprengte die zurückweichende Wehrmacht die Mainbrücke. Nach dem Krieg erwarb der Freistaat Bayern das Hofgut im Herzen des Ortes. 1960 erhielt Schwarzenau Anschluss an die Fernwasserversorgung. Zusammen mit anderen Gemeinden schloss sich Schwarzenau 1971 der neugegründeten Großgemeinde Schwarzach am Main an und verlor seine jahrhundertealte Eigenständigkeit.

### Ortsname
Der Ortsname Schwarzenau verweist auf die geografische Lage der Siedlung. Es handelt sich um den gegenüber der Mündung des Schwarzachbaches in den Main gelegenen Ort, der ebenfalls den auf der Ostseite weit verbreiteten Mündungsnamen des Baches annahm. Im Grundwort mit seiner Endung -ach steckt das althochdeutsche -aha, das auf „fließendes Wasser“ hinweist. Das Präfix Schwarz- gibt Hinweise auf eine dunkle Einfärbung des Wassers (vgl. Stadelschwarzach, Münsterschwarzach). Das Suffix -au deutet die Lage in den flachen Mainauen an.
Die Bezeichnungen für das Dorf wechselten in Mittelalter und Früher Neuzeit ständig. Die erste urkundliche Erwähnung spricht von „Swartzenauwe“, später ist von „Swartzinauw“ die Rede. Die heutige Namensform setzte sich erst im 18. Jahrhundert durch. Der Nähe zum Fluss entspringt auch der in den Nachbarorten weit verbreitete Neckname für die Bewohner von Schwarzenau. Sie werden vor allem von den auf der anderen Mainseite angesiedelten Stadtschwarzachern Wasserratten (mfr. Wassə'raddn) genannt.

### Verwaltung und Gerichte
| Die folgenden Verwaltungseinheiten waren Schwarzenau übergeordnet. - bis 1803/1848: Grafschaft Henneberg als Lehen - bis 1862: Landgericht Dettelbach im Untermainkreis, ab 1837 Unterfranken - bis 1879: Bezirksamt Volkach in Unterfranken - bis 1971: Bezirksamt Kitzingen, ab 1939 Landkreis Kitzingen in Unterfranken - ab 1971: Ortsteil der Gemeinde Schwarzach am Main, Landkreis Kitzingen | Gerichtlich unterstand Schwarzenau folgenden Instanzen. - bis 1803: Zentgericht Stadtschwarzach - bis 1862: Landgericht älterer Ordnung Dettelbach - bis 1879: Landgericht Dettelbach - bis 1943: Amtsgericht Dettelbach im Landgerichtsbezirk Würzburg - ab 1943: Amtsgericht Kitzingen im Landgerichtsbezirk Würzburg |

## Politik

### Vom Bürgermeister zum Ortssprecher
Über die innerdörfliche Ordnung der Vergangenheit ist aus Schwarzenau kaum etwas bekannt. Wahrscheinlich war der Ort wie vergleichbare Gemeinden im Umland organisiert. Die Bevölkerung wählte aus ihren Reihen einen Bürgermeister oder Vorsteher, der allerdings gegenüber der Obrigkeit keinerlei Befugnisse innehatte, sondern lediglich als Ansprechpartner fungierte. Ihm gegenüber stand der weitaus mächtigere Schultheiß, der vom Grundherren eingesetzt wurde.
Im 19. Jahrhundert erhielt der Bürgermeister größeren Einfluss und wurde fortan von der Bevölkerung Schwarzenaus in einer demokratischen Wahl auserkoren. Schwarzenau verlor 1971 seine Unabhängigkeit und wurde Ortsteil der neugegründeten Gemeinde Schwarzach am Main. Fortan repräsentierte ein Ortssprecher die Bewohner. Momentan wird der Ortsteil von der 2. Bürgermeisterin Johanna Sendner ebenso vertreten, wie vom Gemeinderat Alois Möslein.

### Einwohnerentwicklung
In der ersten Hälfte des 19. Jahrhunderts stagnierte die Einwohnerzahl des Ortes Schwarzenau. Zwar lebten immer über 250 Menschen im Ort, allerdings veränderte sich die Zahl lediglich durch eine steigende bzw. fallende Geburtenziffer, da keine Neubauten außerhalb des Kernortes gebaut wurden. Anders als in den anderen Weinorten am Maindreieck verringerte sich die Bewohnerzahl allerdings auch nicht, was eventuell an der Nähe zur wichtigen Handelsstraße und der Mainfähre lag.
Zu Beginn des 20. Jahrhunderts überschritt Schwarzenau die Marke von 300 Einwohnern. Nun begann man auch die Flur nördlich des Altortes zu bebauen und in der Folgezeit stieg die Bewohnerzahl stetig an. Mit dem Ende des Zweiten Weltkriegs „strandeten“ im Ort mehrere Flüchtlinge und Heimatvertriebene, die sich später in den Neubaugebieten des Dorfes ansiedelten. In der Nachkriegszeit stiegen die Zahlen dank der guten verkehrlichen Lage weiter. Heute leben um 500 Menschen in Schwarzenau.
| Jahr | Einwohner | Jahr | Einwohner | Jahr | Einwohner |
| ---- | --------- | ---- | --------- | ---- | --------- |
| 1840 | 283       | 1925 | 326       | 1952 | 408       |
| 1871 | 266       | 1933 | 351       | 1961 | 405       |
| 1900 | 292       | 1939 | 332       | 1970 | 461       |
| 1919 | 299       | 1946 | 460       | 1987 | 517       |

## Kultur und Sehenswürdigkeiten

### Baudenkmäler

#### Laurentiuskirche

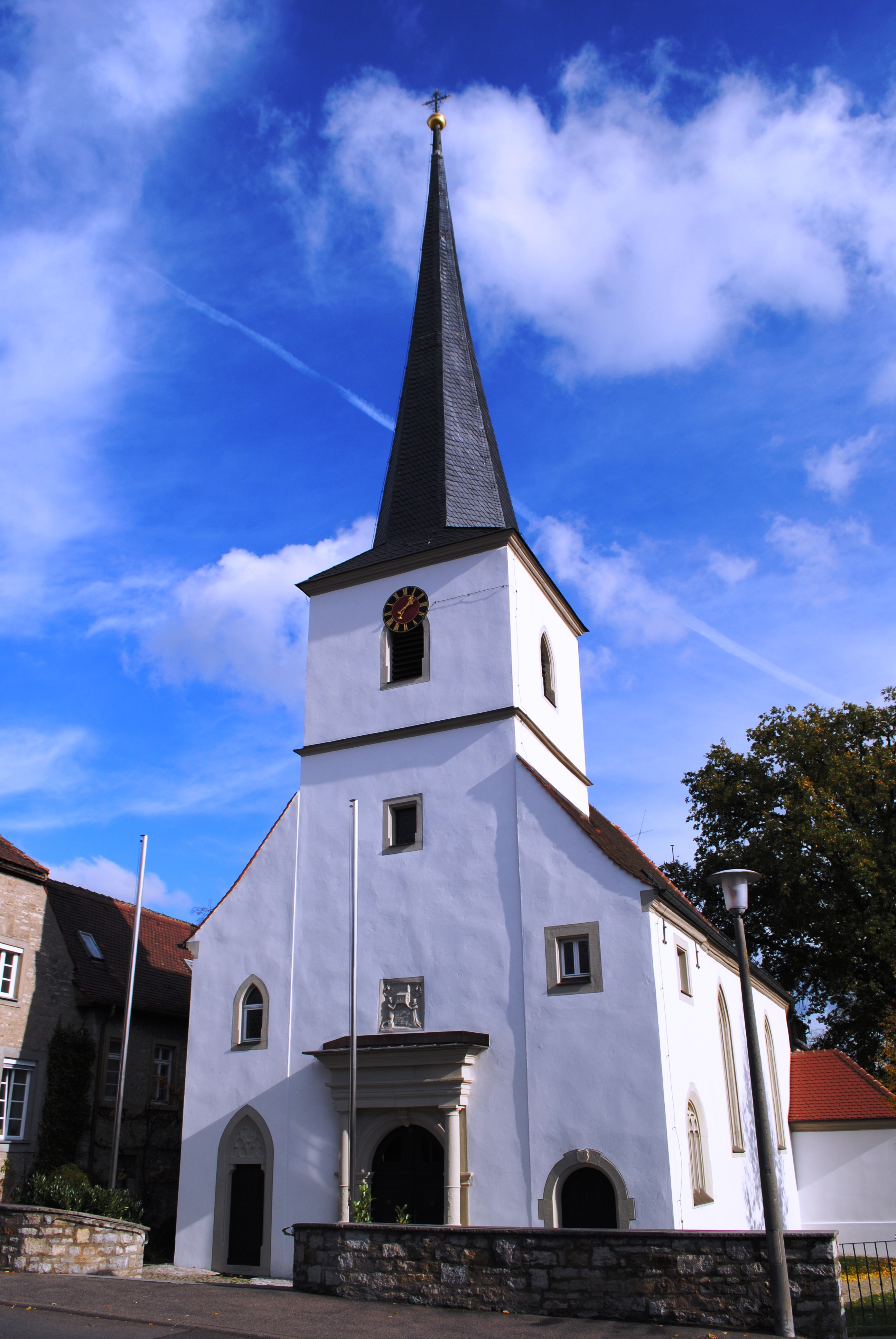
Die Laurentiuskirche in Schwarzenau

Die Kirche St. Laurentius liegt an der Stadtschwarzacher Straße am Rande des Ortskerns. Wahrscheinlich ging sie aus einer Kapelle an gleicher Stelle hervor. 1592 wurde die heutige Kirche durch die Stifter Valentin Echter von Mespelbrunn und seiner Frau Ottilie errichtet. Zu Beginn des 17. Jahrhunderts erhielt Schwarzenau einen eigenen Pfarrer. Ursprünglich war um die Kirche der örtliche Friedhof zu finden. Er wurde 1721 an den Dorfrand verlegt.
Das Gotteshaus präsentiert sich als geosteter, kleiner Saalbau. Er schließt mit einem spätgotischen Polygonchor ab, der im Inneren mit einem Stichkappengewölbe erbaut wurde. Der Westturm wurde erst in späterer Zeit an das Gebäude angebaut und schließt mit dem typischen Spitzhelm der Echterzeit ab. Zwei Fensterachsen gliedern den Bau. Ein ausladendes Gesims überragt das Westportal, zwei Säulen begrenzen es. Darüber wurde ein Stifterrelief angebracht.
Aufgrund der wechselvollen Baugeschichte der Kirche ist eine originale Ausstattung kaum noch vorhanden. Im 21. Jahrhundert entfernte man die neugotische Ausstattung, die zuvor die Erstausstattung ersetzt hatte. Ältere Bestandteile sind die Prozessionsmadonna vor dem linken Altarbild und der Taufstein mit zwei Wappensteinen, beide stammen aus dem frühen 17. Jahrhundert. Die modernen Altarblätter wurden vom Künstler Jacques Gassmann geschaffen.

#### Altes Schloss
Das Alte Schloss in der Mainstraße ist heute äußerlich nicht mehr als Herrschaftssitz erkennbar. Es entstand bereits im Jahr 1493 und wurde in der Folgezeit von wechselnden Adelsgeschlechtern bewohnt. Erst unter Valentin Echter von Mespelbrunn erhielt der Bau die heutigen Formen. Echter errichtete auch das Neue Schloss in der Nähe der Kirche. Das Alte Schloss verlor seinen repräsentativen Charakter im 18. Jahrhundert und wurde in ein bäuerliches Hofgut umgewandelt.
Das Alte Schloss präsentiert sich heute als langgestreckter, zweigeschossiger Satteldachbau. Als besonderes Merkmal wurde auf der Mainseite ein großes Rundbogentor mit Stabwerkzier angebracht. Um das Hauptgebäude wurden mehrere Nebengebäude angeordnet, die einen rechteckigen Innenhof bilden. Die Fassade an der Mainseite ist kaum gegliedert, im 20. oder 21. Jahrhundert wurde ein Wappen aufgemalt, das mit der Jahreszahl 1493 verziert wurde.

#### Neues Schloss
Das Neue Schloss an der Stadtschwarzacher Straße liegt im Osten der Laurentiuskirche und bildet mit dem Gotteshaus eine bauliche Einheit. An dieser Stelle entstand eine Adelsresidenz erst im 16. Jahrhundert, als Valentin Echter von Mespelbrunn hier einen Vorgängerbau errichten ließ. 1721 ließen die Herren von Erthal als neue Dorfherren das jetzige Schloss errichten. Seit der Mitte des 20. Jahrhunderts hat hier das Lehr-, Versuchs- und Fachzentrum für Schweinehaltung seinen Sitz.
Es präsentiert sich als langgezogenes, zweigeschossiges Bauwerk. Ursprünglich war das Dach als Krüppelwalm gearbeitet, nach der Einrichtung der Versuchsanstalt richtete man jedoch ein schlichtes Satteldach ein. Zentral wurde auf der Südseite ein Portal angebracht. Es besitzt Säulenvorlagen und einen gebrochenen Giebel. Eingerahmt wird es von Akanthuswerk. Ein Wappen der Reichsgrafen von Echter und Ingelheim wurde über dem Portal befestigt.

#### Privathäuser und Höfe

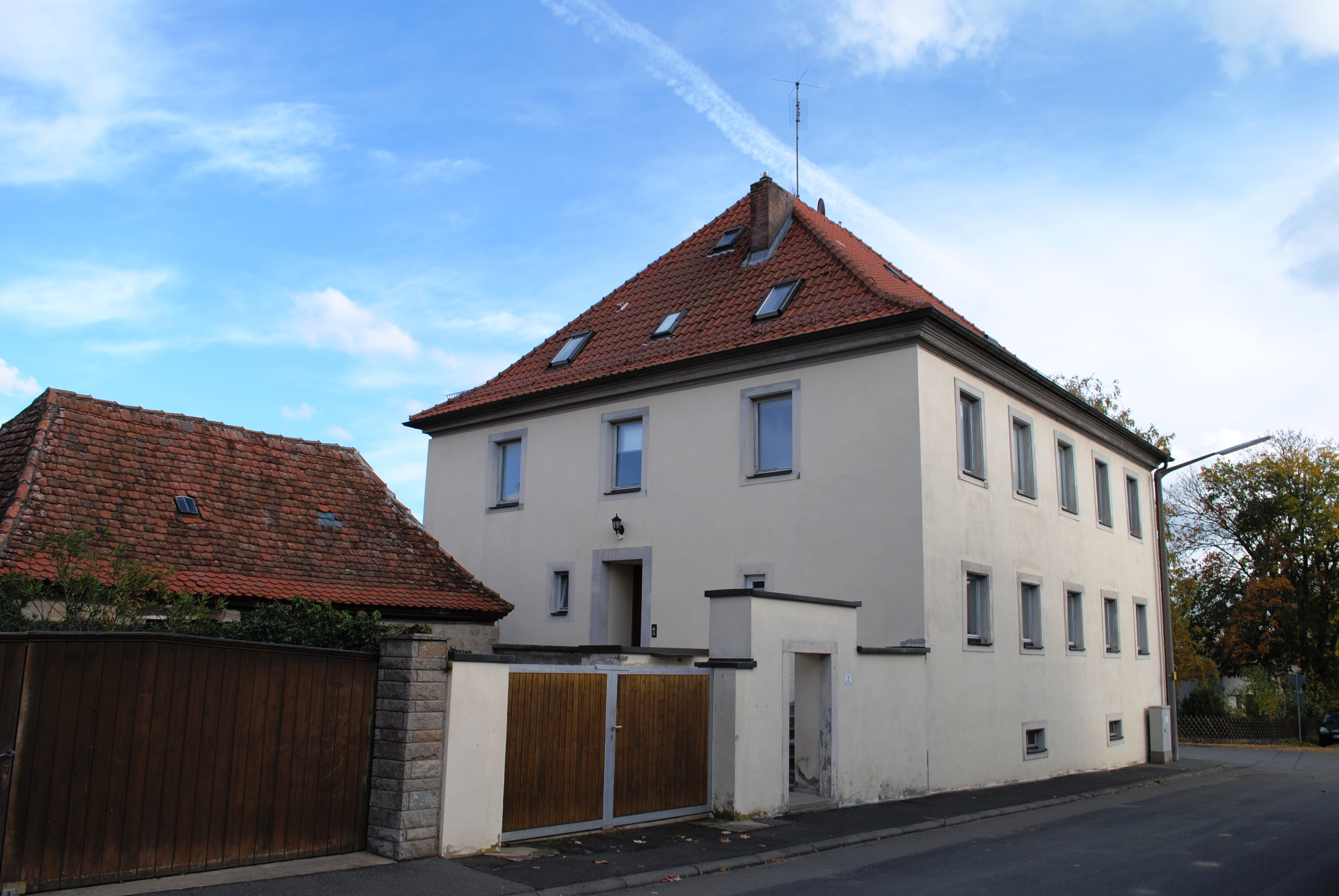
Das Haus in der Dettelbacher Straße 2

Im Schwarzenauer Altort, insbesondere in der Dettelbacher Straße und der Mainstraße, haben sich mehrere Häuser erhalten, die vom Bayerischen Landesamt für Denkmalpflege als Baudenkmäler geführt werden. Die ältesten dieser Häuser stammen aus dem 18. Jahrhundert, als das Dorf einen wirtschaftlichen Aufschwung erlebte. Das Gebäude in der Mainstraße 25 wurde im Jahr 1740 als eingeschossiges Haus geschaffen, im 19. Jahrhundert stockte man das Haus um ein Geschoss auf. Es schließt mit einem Satteldach ab und besitzt im Erdgeschoss geohrte Rahmungen.
Von 1792 ist dagegen das Haus in der Mainstraße 51. Es präsentiert sich als Mansarddachbau mit Sockelzone und umlaufendem Geschossgesims. Die Fassade ist unverputzt, der Mainmuschelkalk sichtbar. Von der Wende zum 19. Jahrhundert stammt das Gebäude Mainstraße 41. Es handelt sich um ein Nebengebäude einer größeren Hofanlage, die sich heute nicht mehr erhalten hat. Vielleicht als Austragshaus geplant, wurde es eingeschossig erbaut. Zur Straße hin präsentiert sich das Haus mit einem Fachwerkgiebel.
Zwei weitere Privathäuser sind bereits der ersten Hälfte des 19. Jahrhunderts zuzurechnen. Besonders markant ist das Haus Mainstraße 43. Es schließt mit einem tief heruntergezogenem Mansard-Halbwalmdach ab. Ebenfalls wurde es eingeschossig und steinsichtig bzw. unverputzt errichtet. In der Dettelbacher Straße 2 steht ein Haus, das mit seinem Walmdach wesentlich repräsentativer als die anderen geschützten Baulichkeiten ausfällt. Es ist zweigeschossig und wurde in Ecklage erbaut.

#### Bildstöcke und Kleindenkmäler
Als katholisches Dorf in Franken bestehen außerdem mehrere Bildstöcke um Schwarzenau, deren Bestand aber durch Zerstörungen und Unfälle bis heute bedroht ist. Die ältesten Kleindenkmäler entstammen dem 18. Jahrhundert. So erhielt das Haus Mainstraße 49 im Jahr 1706 das Relief der Pietà, die eine farbige Fassung erhielt. Umgeben wurde das Relief von einem floralen Rahmen. Eine ähnliche Nische ist am Haus Dettelbacher Straße 4 zu finden. Von 1838 ist die Darstellung der heiligen Familie mit der Dreifaltigkeit.
Der älteste Bildstock von Schwarzenau entstammt dem Jahr 1713. Er steht an der alten Landstraße nach Dettelbach/Neuses am Berg. Der Bildstock inspirierte ein Ehepaar im Jahr 1737 zur Stiftung einer fast identischen Marter, die in der Nähe der Dettelbacher Steigmühle aufgestellt wurde. In der Folgezeit wurde die Marter wiederholt versetzt. Der Bildstock hat einen kreisrunden Bildaufsatz auf dem die Krönung Mariens dargestellt ist. → siehe auch: Mariä Krönungsbildstock (Schwarzenau)
Der Laurentiusbildstock im Kirchhof, der ebenfalls dem 18. Jahrhundert entstammt, besitzt einen Aufsatz mit der Darstellung des namensgebenden Heiligen Laurentius von Rom. Er besitzt mit seiner weinlaubverzierten Säule ebenfalls ein Pendant in Dettelbach und wurde im 20. Jahrhundert erneuert. Ein Kruzifix in der Nähe des Friedhofs wurde von Kilian Steinacher und seiner Frau Dorothea 1748 gestiftet, wie eine Inschrift verrät. Das Kriegerdenkmal in Form einer Säule im Kirchhof ist mit Wappen verziert und versammelt die Namen der Gefallenen beider Weltkriege.

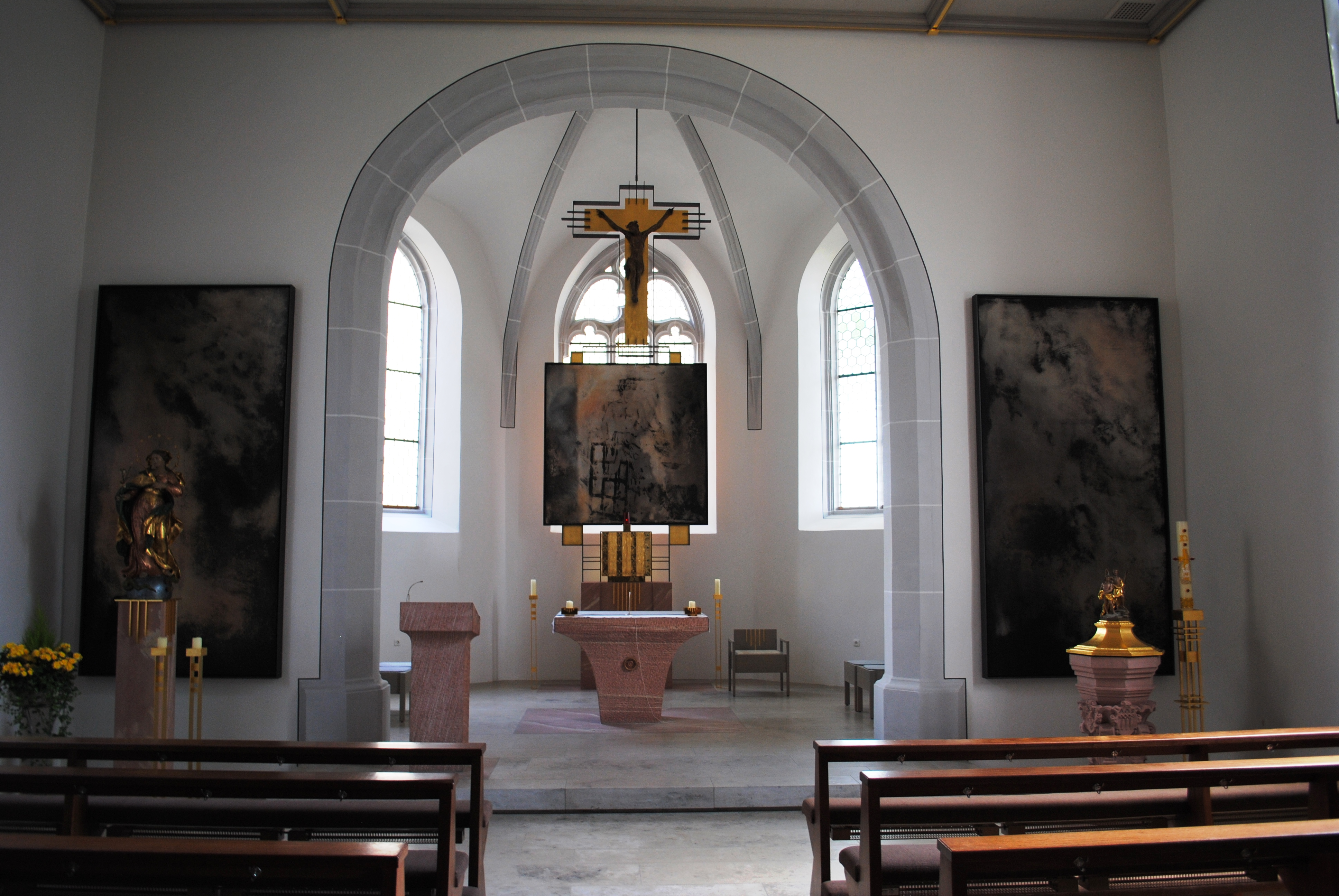
Innenraum der Laurentiuskirche
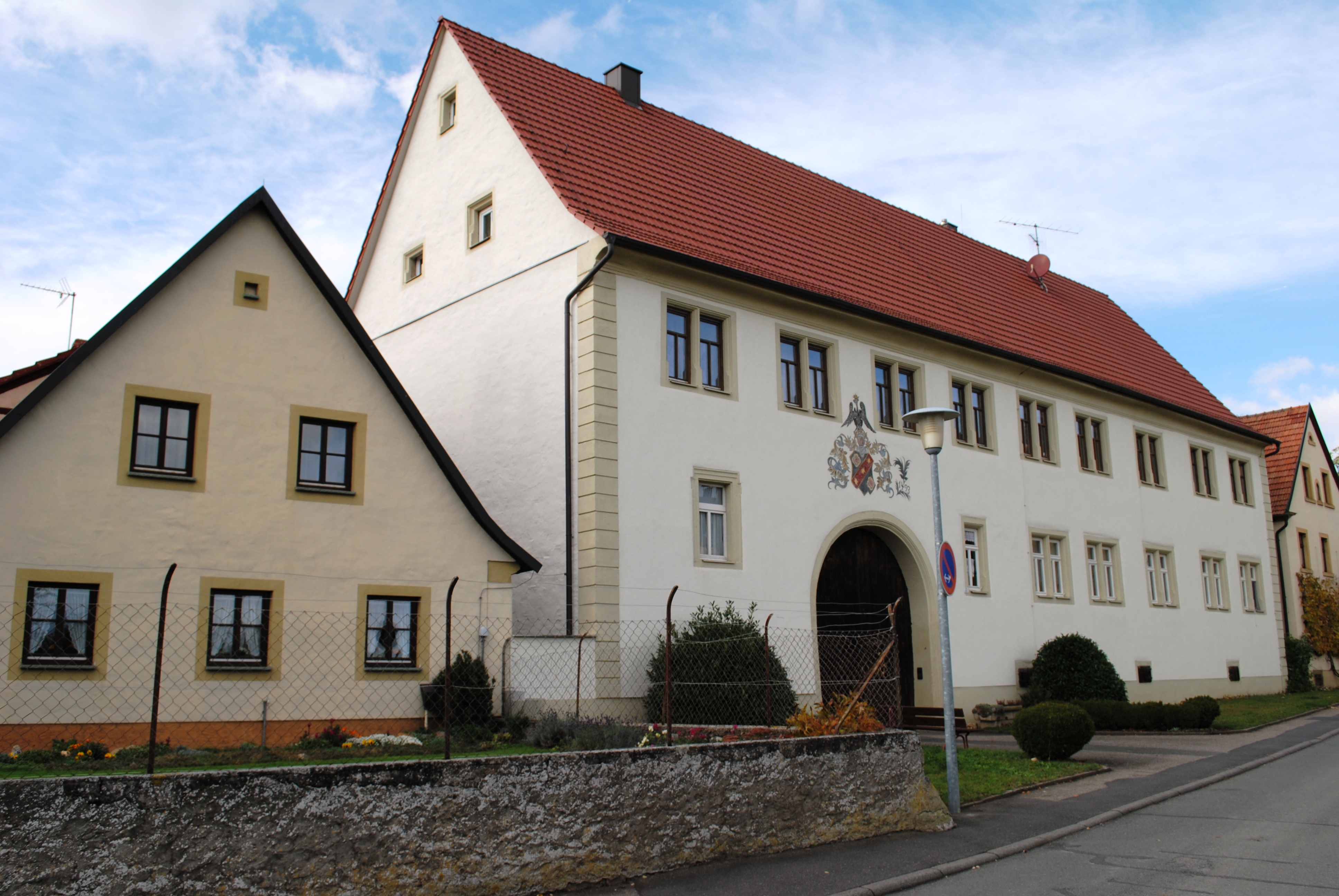
Altes Schloss in der Mainstraße
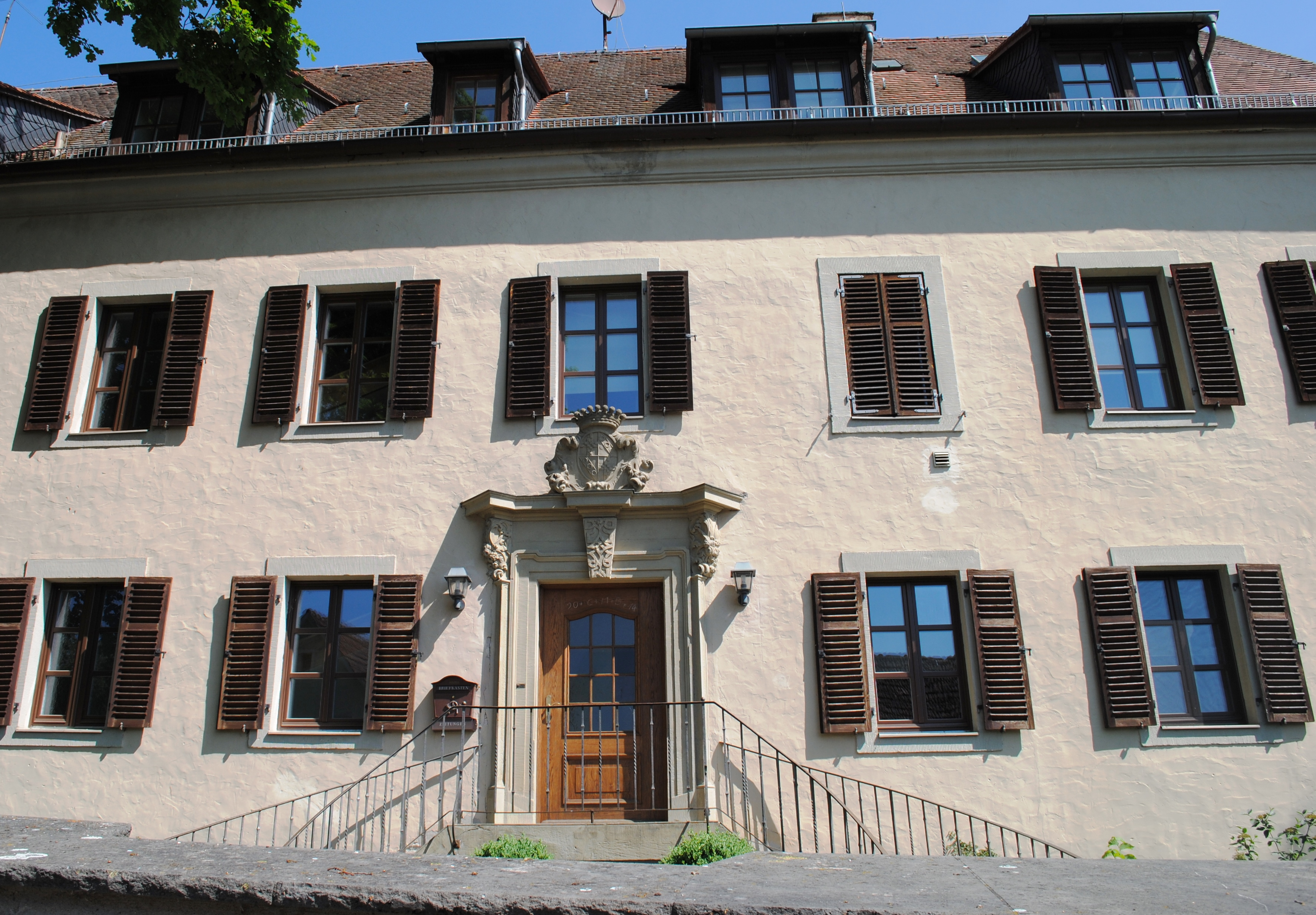
Portal des Neuen Schlosses
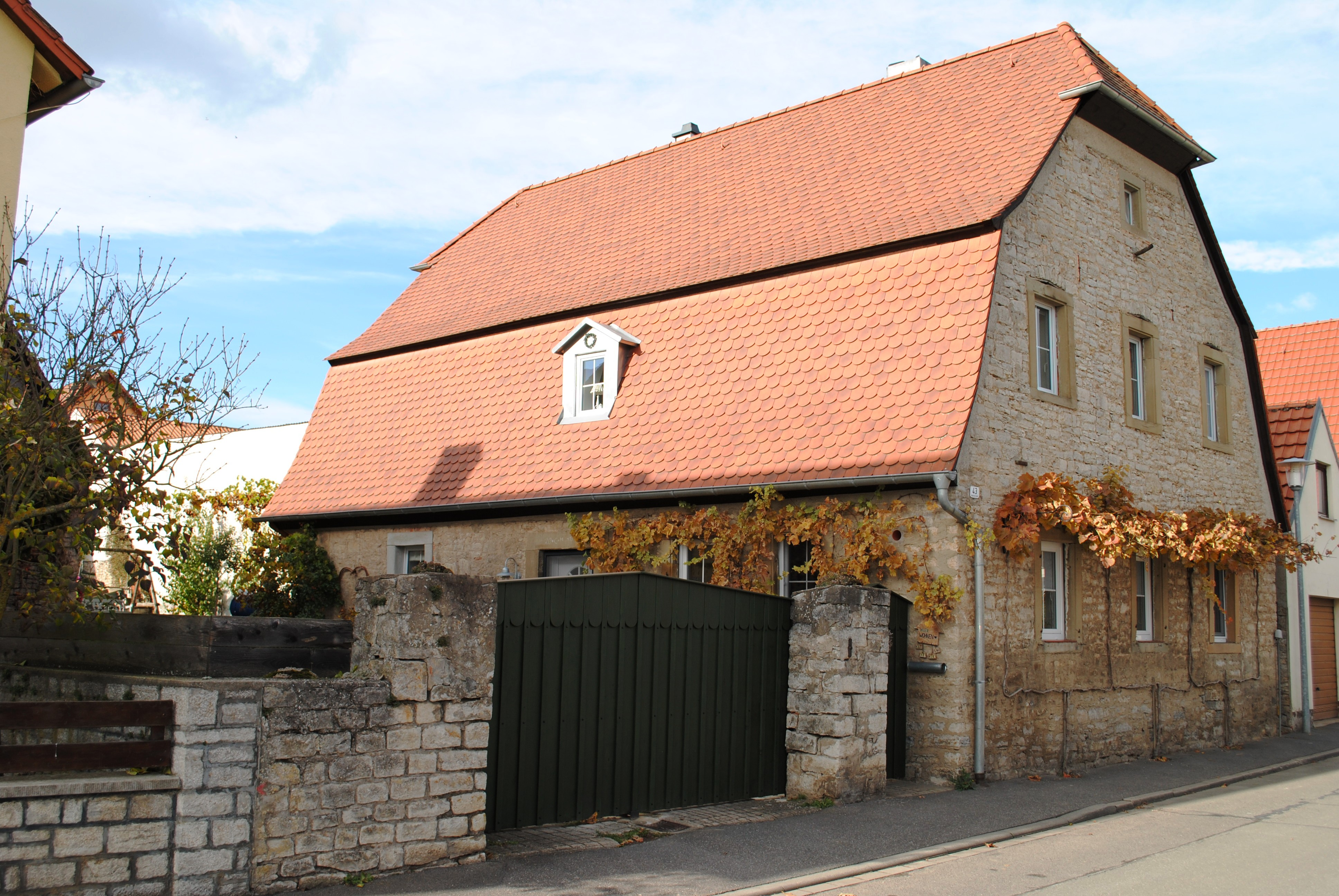
Haus Mainstraße 43
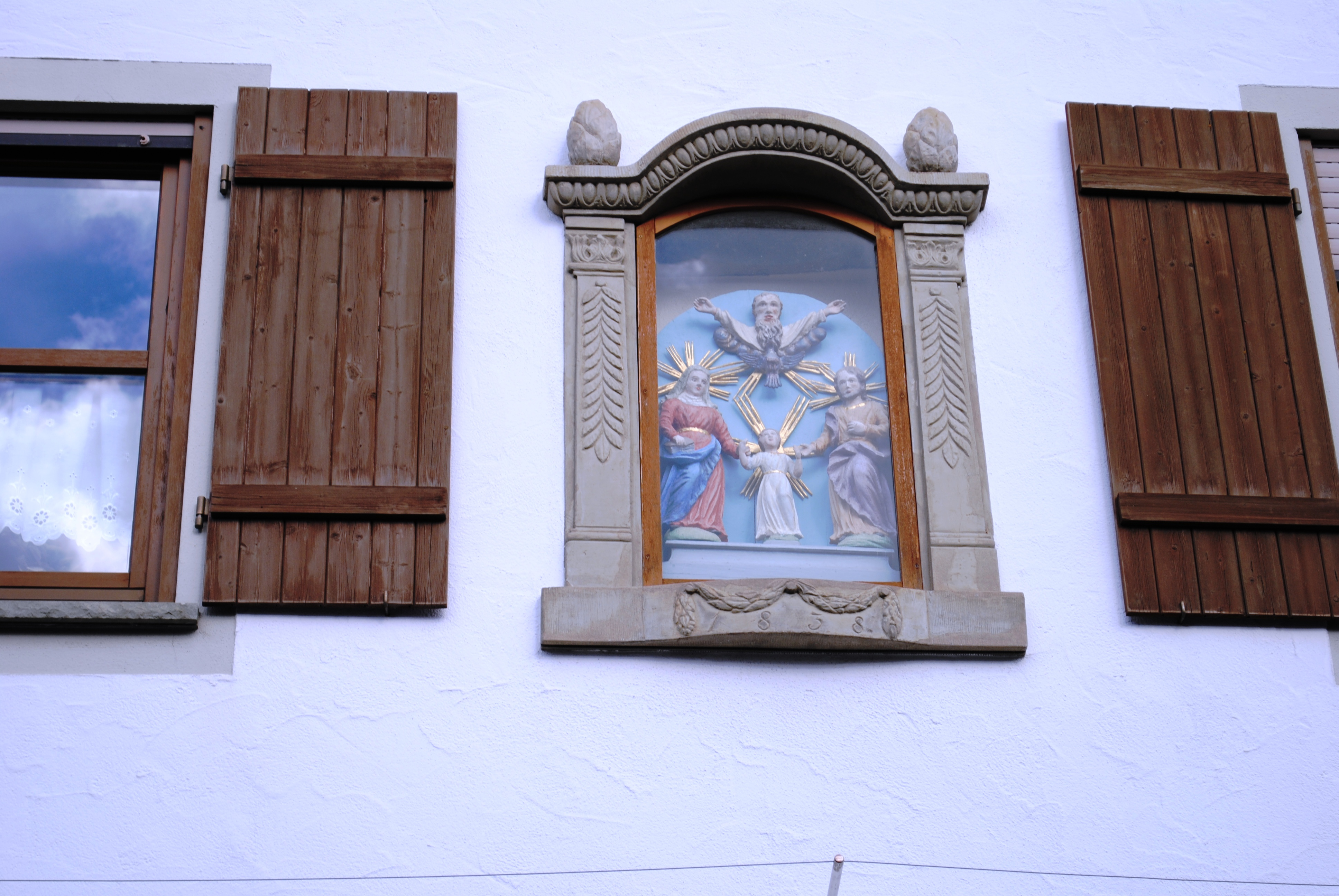
Relief-Nische von 1858
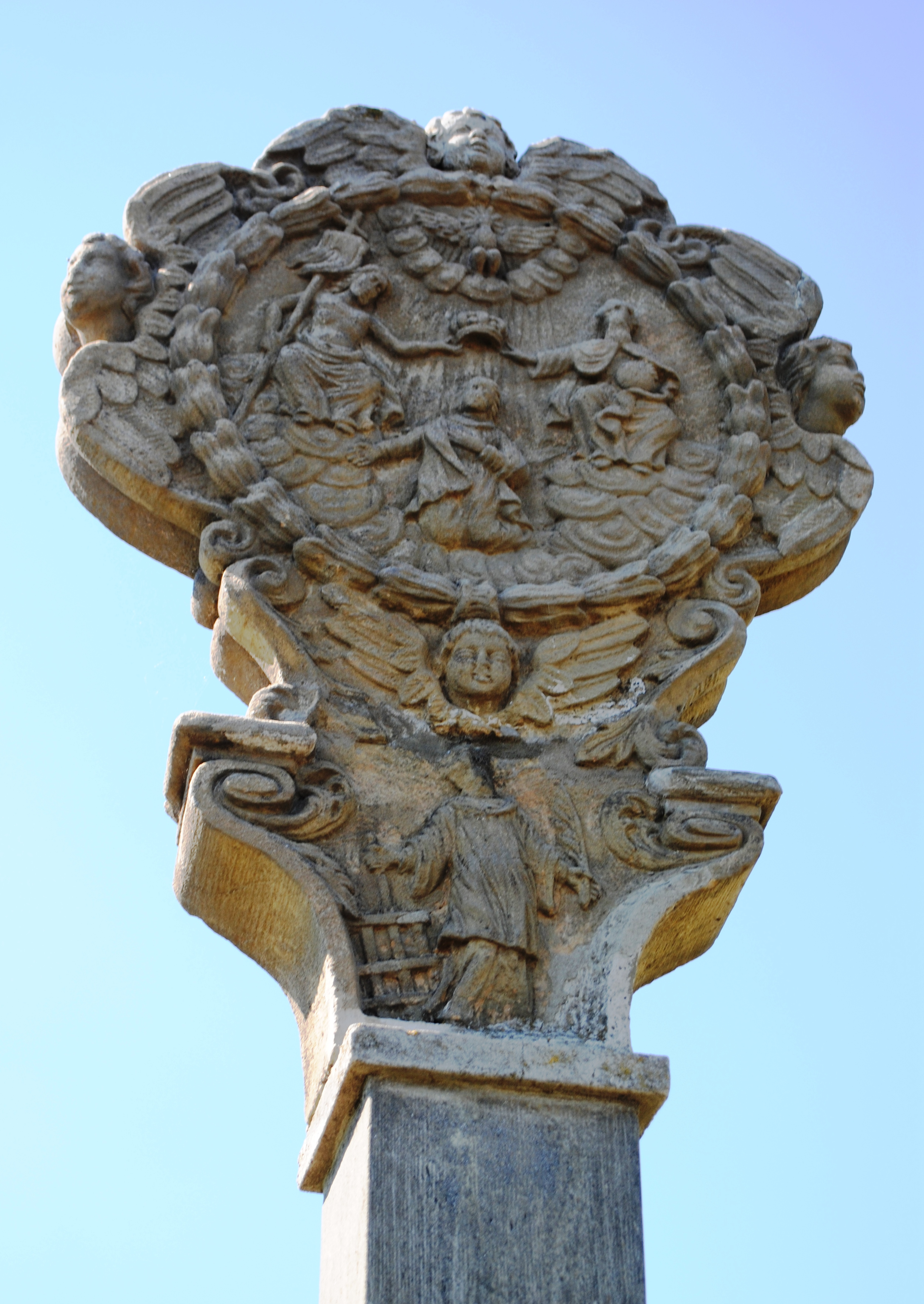
Mariä Krönungsbildstock
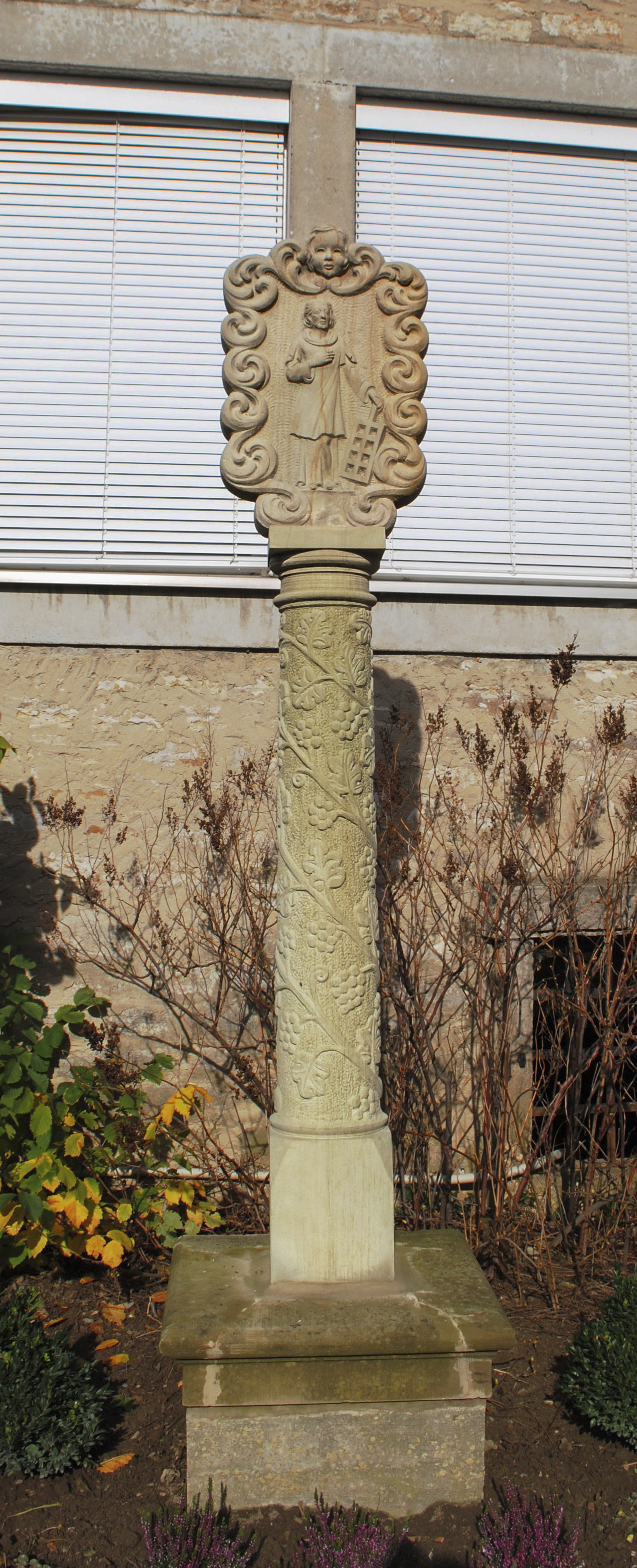
Laurentiusbildstock im Kirchhof

### Agrarökologischer Lehrpfad und Gehölzpfad
Das LVFZ richtete im Jahr 1998 in der Schwarzenauer Gemarkung einen Lehrpfad ein. Hier werden auf 1,5 Kilometern die unterschiedlichen Landschaftspflegekonzepte im Umkreis des LVFZ vorgestellt und erläutert. Daneben stellen insgesamt 16 Schautafeln die in Mainfranken heimischen Gehölzarten vor. Außerdem gehen die Tafeln auf die ökologische Bedeutung von Hecken, Feldgehölzen und Bäumen ein. Bereits seit 1987 experimentiert das LVFZ mit ökologisch-nachhaltigen Landwirtschaftskonzepten auf den zentrumseigenen Flächen.

## Wirtschaft und Infrastruktur

### Wirtschaft

#### LVFZ Schwarzenau
Mit dem Lehr-, Versuchs- und Fachzentrum für Schweinehaltung existiert in Schwarzenau eine der Bayerischen Landesanstalt für Landwirtschaft zugeordnete Institution. Das LVFZ regelt die bayernweite, überbetriebliche Berufsausbildung für Landwirte und organisiert außerdem die Fortbildung im Bereich Schweinehaltung für die sogar ein eigenes Internat errichtet wurde. Daneben bildet das LVFZ einen zentralen Anlaufpunkt für Landwirte. Hier existiert eine Pferdedeckstation, ein Versuchszentrum mit dem Schwerpunkt auf die Schweinezucht und große landwirtschaftliche Flächen mit experimentellen Anbaumethoden.
Der Gutsbetrieb in Schwarzenau galt bereits in der Frühen Neuzeit als vorbildlich und war ein Grund für die große Konkurrenz mehrerer Adelsgeschlechter um Besitzungen im Ort. Zwischen 1803 und 1938 bewirtschafteten die Grafen von Ingelheim den Gutshof. Im Jahr 1950 erwarb dann der Freistaat Bayern auf Betreiben von Alois Schlögl und Hans Krauß das Hofgut. Zunächst sollte die Lehranstalt auch der Sicherstellung der Nahrungsversorgung dienen. 1952 wurde das Zentrum eingeweiht und in der Folgezeit durch Theo Pfeuffer und N. Gebhardt ausgebaut.

#### Weinbau
Schwarzenau ist ein Weinbauort im Anbaugebiet Franken. Eine kleine Weinlage existiert um das Dorf, der Wein wird seit dem Jahr 2009 unter dem Namen Schwarzenauer Rosengarten vermarktet. Schwarzenau ist Teil des Bereichs Volkacher Mainschleife, bis 2017 war man im Bereich Maindreieck zusammengefasst. Die Muschelkalkböden um Schwarzenau eignen sich ebenso für den Anbau von Wein, wie die Lage in der Maingauklimazone, die zu den wärmsten Deutschlands gehört.
Bereits seit dem Frühmittelalter betreiben die Menschen um Schwarzenau Weinbau. Die fränkischen Siedler brachten wohl im 7. Jahrhundert die Rebe mit an den Main. Bereits 1074 wurde erstmals Weinbau in Schwarzenau am sogenannten Leitenberg erwähnt. Im Mittelalter gehörte die Region zum größten zusammenhängenden Weinbaugebiet im Heiligen Römischen Reich. Die Menschen betrieben zumeist Nebenerwerbsweinbau zur Selbstversorgung, gleichzeitig bildeten sich bereits Exportzentren insbesondere entlang des Maines heraus. Mit 40 Hektar Rebenfläche wurden die Schwarzenauer Weine zumeist von der einheimischen Bevölkerung konsumiert.
Der Weinbau erlebte nach der Säkularisation zu Beginn des 19. Jahrhunderts einen umfassenden Niedergang. Vor allem klimatisch weniger begünstige Lagen gab man vollständig auf. Zusätzlich erschwerte das Aufkommen von Schädlingen wie der Reblaus den Anbau, sodass nach 1902 kein Weinbau mehr in Schwarzenau betrieben wurde. Konsolidieren konnte sich die Weinbauregion Franken erst wieder in der zweiten Hälfte des 20. Jahrhunderts. Der Einsatz von Düngern und verbesserte Anbaumethoden hatten dazu ebenso beigetragen wie die Organisation in Genossenschaften und die Flurbereinigung der 1970er Jahre. Um das Weinbaurecht nicht zu verlieren, rekultivierte ein Schwarzenauer Privatmann einen kleinen Teil der ehemaligen Rebfläche.
| Weinlage    | Größe 2013 | Himmelsrichtung | Hangneigung | Hauptrebsorten | Großlage            |
| ----------- | ---------- | --------------- | ----------- | -------------- | ------------------- |
| Rosengarten | 0,2 ha     | Süden           | unklar      | Müller-Thurgau | Volkacher Kirchberg |

#### Weitere Wirtschaftszweige
Die Ansiedlung der LVFZ in Schwarzenau führte zu einer Zunahme auch anderer Institutionen im Ort, die Bezug zur Landwirtschaft besitzen. So siedelte sich hier das Imkereizentrum der Mainfränkischen Werkstätten an. In Zusammenarbeit mit der Bayerischen Landesanstalt für Weinbau und Gartenbau arbeiten in Schwarzenau insgesamt 15 Mitarbeiter mit Behinderung in der Honigverarbeitung nach ökologischen Richtlinien. Das Imkereizentrum bietet auch Schulungen für interessierte Hobbyimker an.
Der Ausflugstourismus erlebte in den letzten Jahren eine Förderung, die Gemeinde Schwarzach am Main ist in den sogenannten „Dorfschätzen“ organisiert und wird außerdem zur (inoffiziellen) Tourismusregion Volkacher Mainschleife gezählt. Das Hauptziel für Touristen ist allerdings die Klosterkirche im benachbarten Münsterschwarzach. In Schwarzenau besteht ein Campingplatz am Mainufer. Außerdem hat sich ein Asphaltmischwerk angesiedelt.

### Verkehr

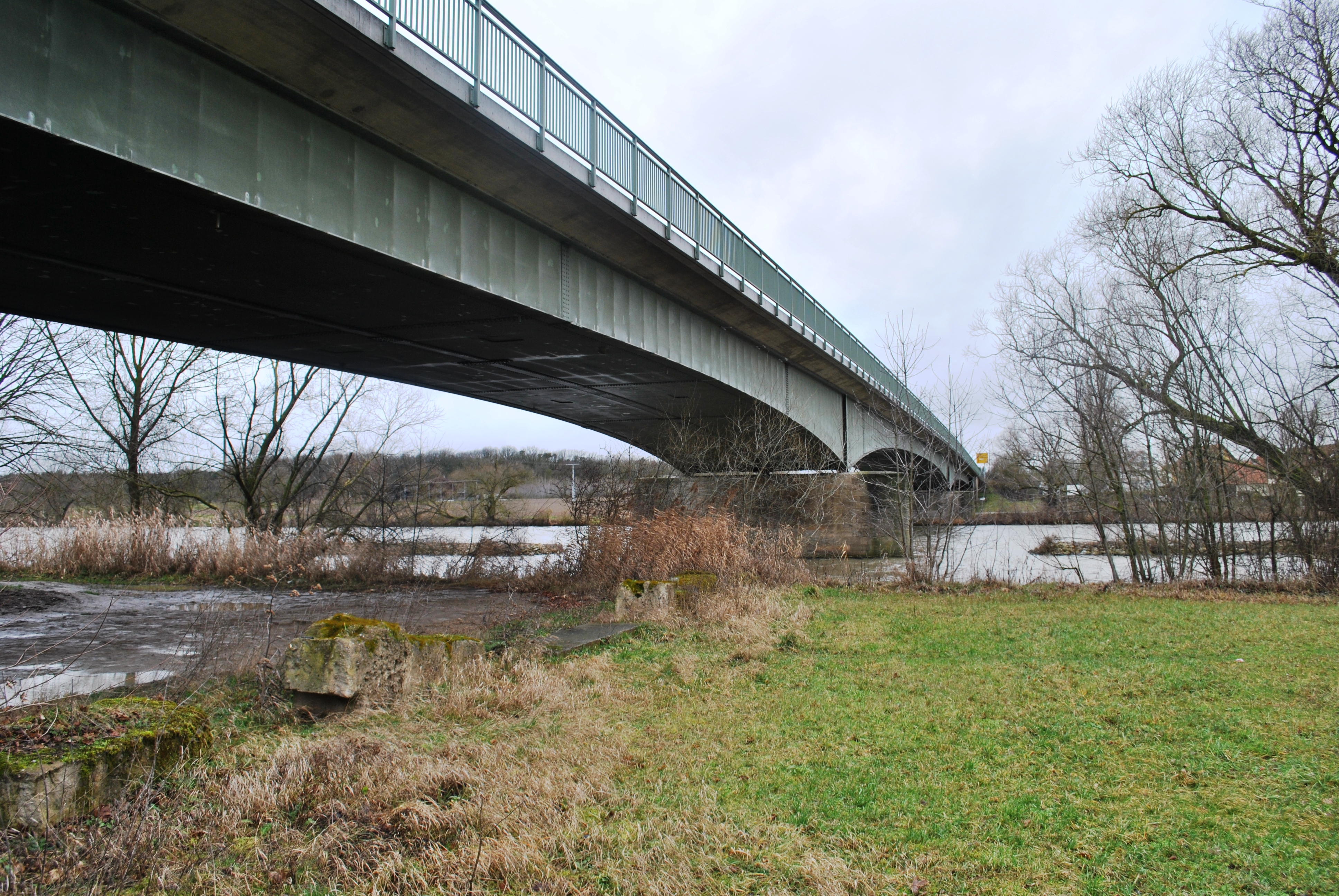
Mainbrücke bei Schwarzenau

Bereits in vor- und frühgeschichtlicher Zeit bildete Schwarzenau einen Knotenpunkt. Hier setzten die Menschen auf ihrem Weg nach Dettelbach-Würzburg bzw. in den Steigerwald über den Main. In Schwarzenau existierte eine Furt durch den hier sehr breiten, flachen Fluss. Im Laufe des Mittelalters etablierte sich, neben der weiterhin genutzten Furt, eine Fähre weiter im Süden der Gemarkung. Die Fähre war auch ein Grund für die vielen Einquartierungen im Ort während der Napoleonischen Kriege. Erst 1890 wurde mit dem Bau der Ludwigsbrücke die Fähre aufgegeben. → siehe auch: Mainfähre Schwarzenau und Mainbrücke Schwarzach am Main
Heute besteht die in den 1950er Jahren als Nachfolgebau der ersten Brücke erbaute Mainbrücke Schwarzach am Main bei Schwarzenau. Der Damm zur alten Brücke, näher am Ortskern, hat sich allerdings erhalten. Die Mainbrücke wird von der Staatsstraße 2450 überspannt, die im Süden als Umgehungsstraße an Schwarzenau vorbeigeführt wird. Wichtige Ortsverbindungsstraßen sind außerdem die Dettelbacher und die Stadtschwarzacher Straße, die beide in die Staatsstraße münden. Lokal bedeutsam ist die Verbindung nach Neuses am Berg, die im Ort Neuseser Straße genannt wird.
Der Main spielt als Verkehrsweg lediglich historisch für Schwarzenau eine große Rolle. Hier siedelten mehrere Schiffer, die insbesondere Steine und andere Exportgüter in Richtung Kitzingen verschifften. Der nächste Hafen ist in Volkach am Beginn des Mainkanals zu finden. In Schwarzenau existiert eine Bushaltestelle an der Kirche, die von zwei Buslinien der OVF angefahren wird. Es sind dies die Linien 8108 (Würzburg-Dettelbach Bhf-Nordheim) und 8110 (Kitzingen-Dettelbach/Schwarzach-Volkach).

### Bildung
Schwarzenau hat keine eigene Schule mehr. Seit 1965 werden die Schüler in der Verbandsschule Schwarzacher Becken unterrichtet, die als eine der ersten überregionalen Schulen in Unterfranken entstand und in der Nähe von Stadtschwarzach errichtet wurde. Letzter Lehrer der einklassigen Dorfschule war Karl Hahn, der auch die archäologischen Ausgrabungen im Ort vorantrieb. Er wurde am 4. August 1963 von der Dorfgemeinschaft verabschiedet.
Das alte Schulhaus in der Mainstraße wurde im Jahr 1983 in einen Kindergarten umgewandelt. Der Kindergarten ist Teil des Caritasdachverbandes und wird von einem Kindergartenverein getragen. Er bietet Platz für insgesamt 37 Kinder, die in einer Kindergartengruppe und einer KiTa-Gruppe organisiert sind. Im Jahr 2010 wurden die Räumlichkeiten des Kindergartens erneuert und renoviert.
Schwarzenau liegt heute im Sprengel des Mittelschulverbundes Dettelbach-Volkach und ist der Rudolf-von-Scherenberg Mittelschule in Dettelbach zugeordnet. Weiterführende Schulen können mit der Mädchenrealschule in Volkach und mit der Realschule in Dettelbach besucht werden. Gymnasien gibt es in Münsterschwarzach (Egbert-Gymnasium), Volkach-Gaibach (Franken-Landschulheim Schloss Gaibach), Wiesentheid (Steigerwald-Landschulheim) und Kitzingen (Armin-Knab-Gymnasium).

### Vereine und Verbände

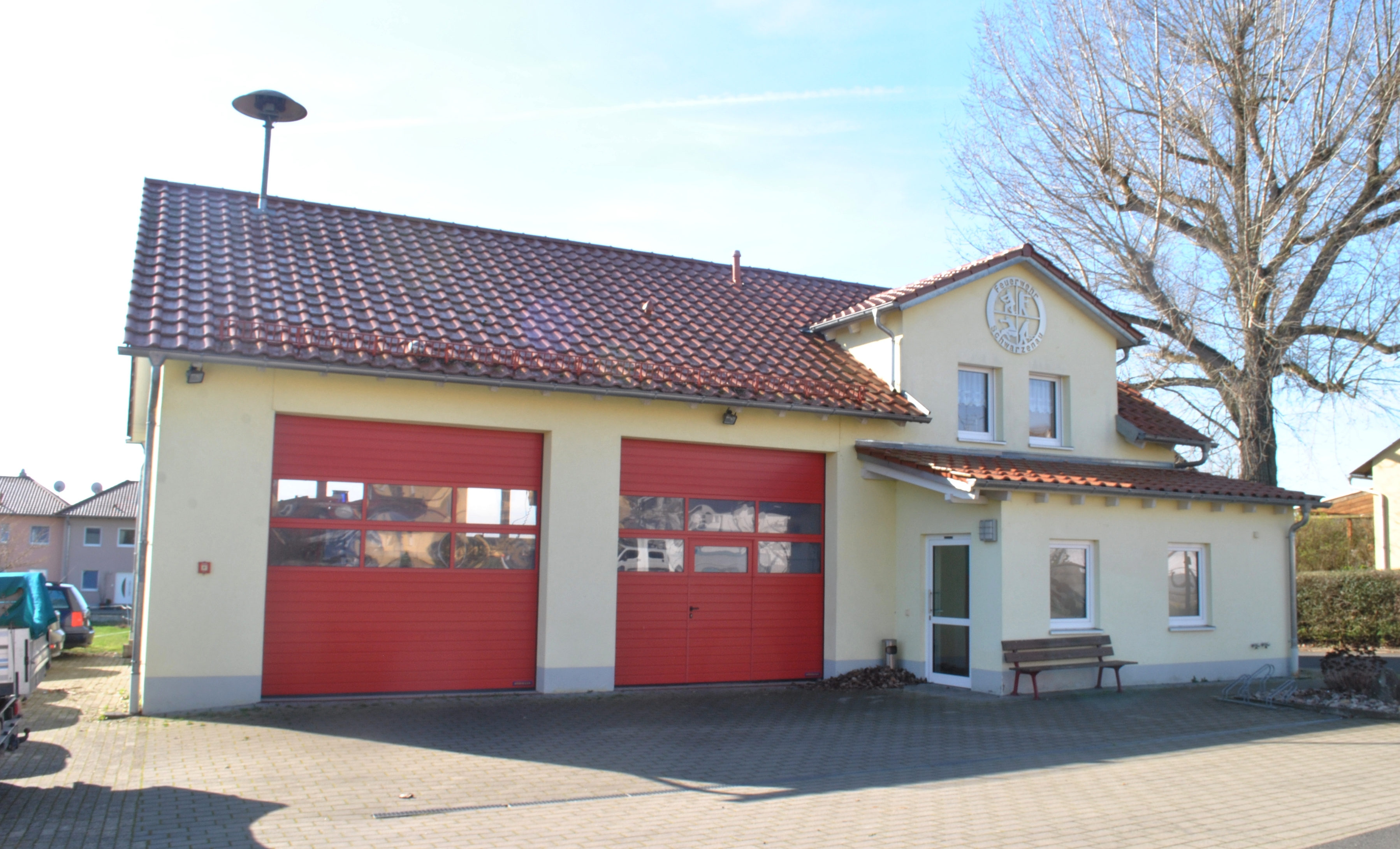
Das Feuerwehrhaus in der Dettelbacher Straße

Mehrere Vereine wurden in Schwarzenau gegründet und sind wichtiger Teil des öffentlichen Lebens. Ältester Zusammenschluss ist die Freiwillige Feuerwehr. Sie wurde bereits 1877 gegründet und ist heute in einem Feuerwehrverein organisiert. Die Freiwillige Feuerwehr Schwarzenau unterhält ein Löschgruppenfahrzeug (LF 8 mit THL), ein Mehrzwecktransportfahrzeug (VW-Bus) und, wegen der Nähe zum Main, ein Rettungsboot (RTB 2). Amtierender Kommandant im Jahr 2020 ist Jens Günther.
Der Kindergarten St. Laurentius ist ebenfalls in einem Verein organisiert. Von Bedeutung ist auch der Pferdezuchtverein, der sich aufgrund der Lehr- und Versuchsanstalt in Schwarzenau etablierte. Er entstand im Jahr 1989 und versteht sich als Züchtervereinigung, die sich dem Erhalt und der Verbesserung der Warm- und Kaltblutpferdezucht, sowie der Haflinger- und Ponyzucht widmet. Im Jahr 1946 gründete sich der SV-DJK Schwarzenau 1946 e. V., der 1992 einen neuen Sportplatz erhielt. Seit 1977 ist der Verein Teil der Deutschen Jugendkraft.

## Persönlichkeiten
- Theo Pfeuffer (1909–1987), Landwirt und Präsident des Bayerischen Bauernverbandes, baute das LVFZ Schwarzenau auf
- Alois Schlögl (1893–1957), Landwirtschaftsfunktionär und Politiker, Schlögl war maßgeblich an der Gründung des LVFZ beteiligt, eine Straße in Schwarzenau ist nach ihm benannt
- Barbara Strobel, Welt- und Europameisterin im Voltigieren[37][38]